# Machimus cancerae
Machimus cancerae är en tvåvingeart som beskrevs av Martin 1975. Machimus cancerae ingår i släktet Machimus och familjen rovflugor. Inga underarter finns listade i Catalogue of Life.